# Refugi (grup de música)
Refugi és un grup de rock català i pop-rock format el 2006 i liderat per Joan Reig. Els seus components són, a més de Joan Reig (veu), Joan-Pau Chaves (piano), Pep Solà (bateria) i Albert Vila (contrabaix). El 2009 van editar el seu primer disc, Vestits nous (RGB Suports), fruit de l'espectacle Cançons Amagades (2006) en el qual versionaven en clau pop algunes peces emblemàtiques de la Nova Cançó com «Jo vinc d'un silenci» de Raimon, «M'aclame a tu» de Vicent Andrés Estellés/Ovidi Montllor, «El noi dels cabells llargs» d'Els 3 Tambors o «A poc a poc» de Francesc Pi de la Serra.
El 2013 van presentar l'espectacle Viatge a Ítaca, una revisió del disc de Lluís Llach del mateix títol de l'any 1975, considerat un dels treballs més rellevants i significatius de la història de la música catalana. L'espectacle comprenia totes les cançons del disc: «Ítaca» de la cara A de l'antic vinil i les quatre de la cara B, entre les quals hi ha la popular «Abril 74».
El 26 de maig de 2018 van participar al Concert per la Llibertat del Camp de Tarragona, que va tenir lloc a Reus.